# Estação Ferroviária de São Martinho do Porto
A estação ferroviária de São Martinho do Porto, originalmente denominada apenas de São Martinho, é uma interface da Linha do Oeste, que serve a freguesia de São Martinho do Porto, no concelho de Alcobaça, em Portugal.

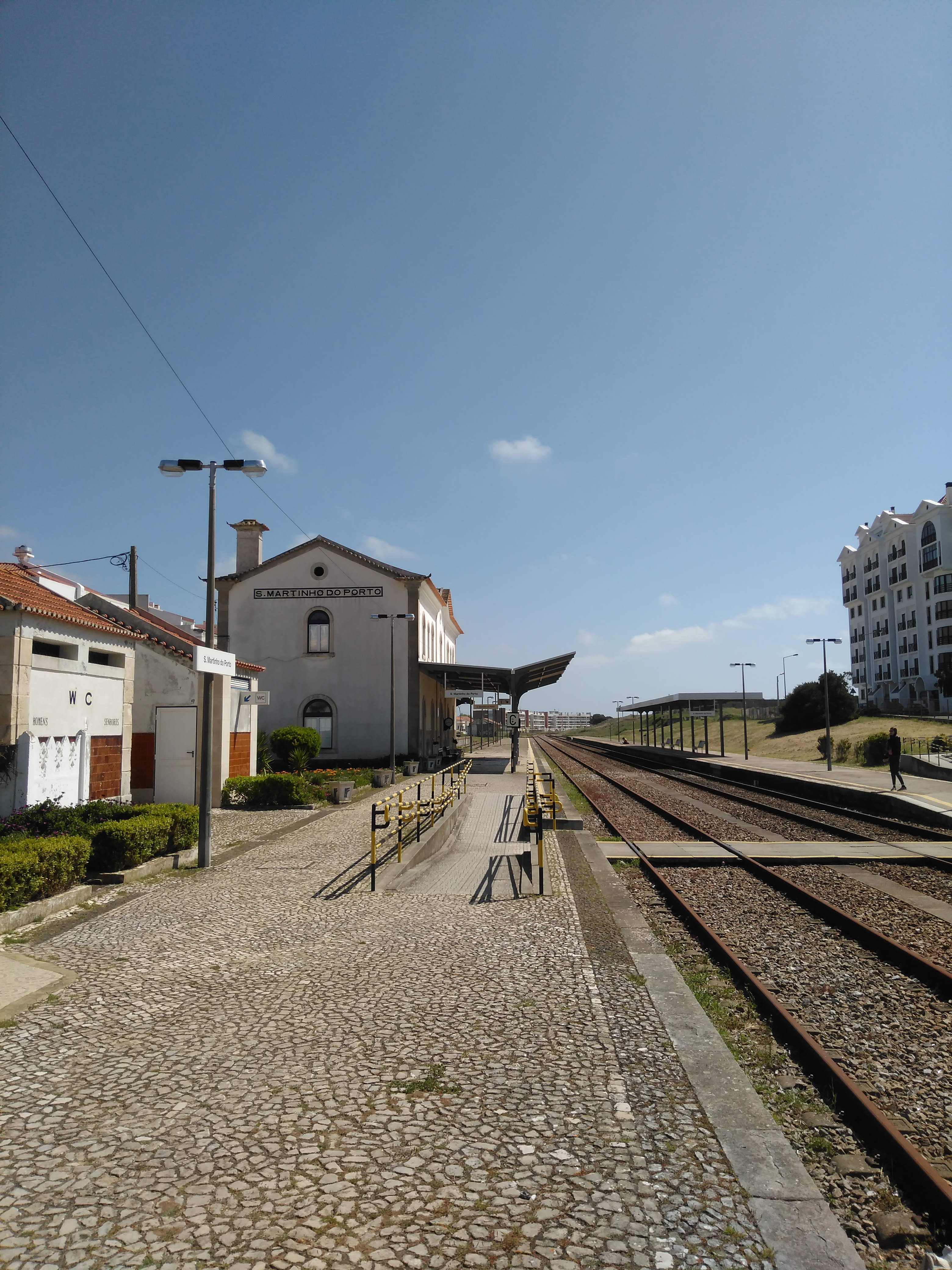
Aspeto geral da estação de São Martinho do Porto, vista de norte, em 2018.

## Descrição

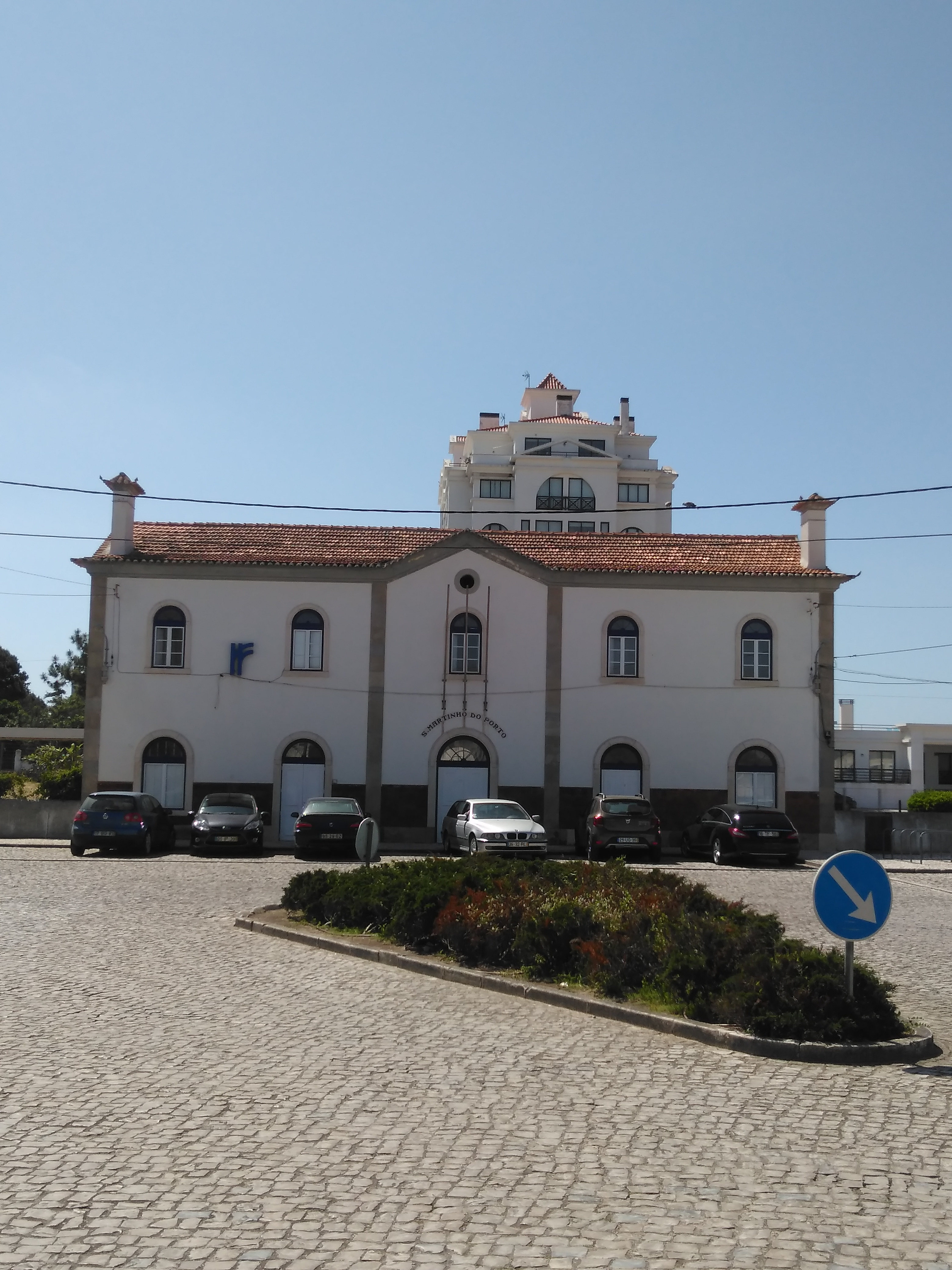
Exterior da da estação de São Martinho do Porto e arruamento envolvente, em 2018.

### Localização e acessos
A estação situa-se em frente ao Largo 28 de Maio, na localidade de São Martinho do Porto. A via férrea circula pela concha de São Martinho, a norte das Caldas da Rainha.

### Caraterização física
Em dados oficiais de Janeiro de 2011, contava com três vias de circulação, com 498, 493 e 276 m de comprimento; as respectivas plataformas apresentavam 214, 209 e 197 m de extensão, e 40, 50 e 45 cm de altura. O edifício de passageiros situa-se do lado nascente da via (lado direito do sentido ascendente, a Figueira da Foz).

### Serviços
Em dados de 2023, esta interface é servida por comboios de passageiros da C.P. com seis circulações diárias em cada sentido (número que se tem mantido sem alterações desde pelo menos 2018), variando os seus términos entre Caldas da Rainha e Coimbra-B (tipo inter-regional), e entre Lisboa - Santa Apolónia e Leiria ou Figueira da Foz (tipo regional).

## História

### Antecedentes
O primeiro caminho de ferro em São Martinho do Porto foi uma linha de carros americanos, que servia principalmente para transportar a madeira do Pinhal de Leiria.

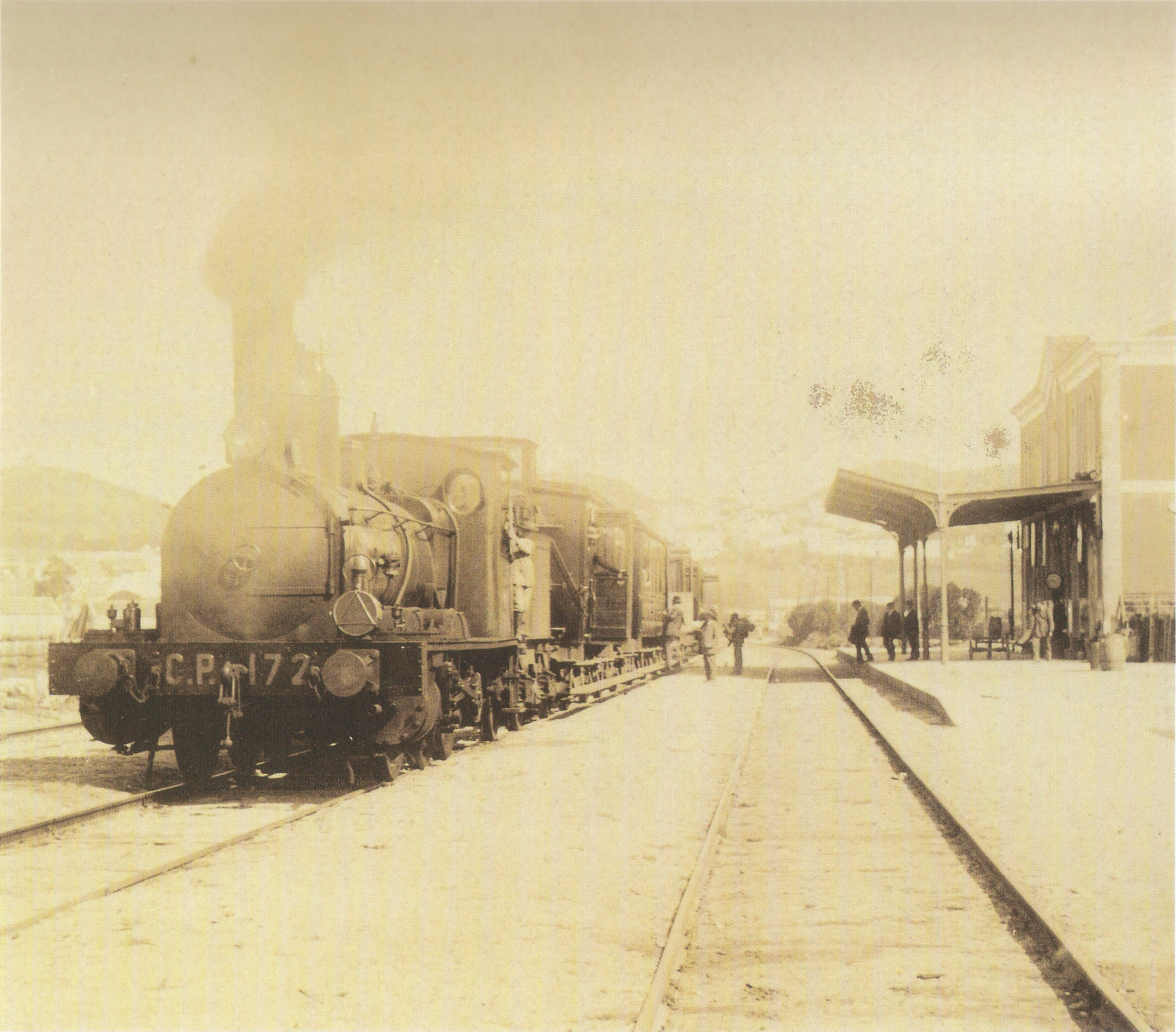
Fotografia da estação, nos finais do século XIX.

Durante o mandato de António Cardoso Avelino como Ministro das Obras Públicas (1871-1876), foram apresentadas várias propostas que não tiveram sucesso, incluindo uma unindo São Martinho do Porto a Ponte de Santana, passando pelo Cartaxo, Rio Maior, Óbidos e Caldas da Rainha.

### Planeamento e inauguração
Em Janeiro de 1880, foi feito um contrato entre a Companhia Real dos Caminhos de Ferro Portugueses e o governo, para construir uma via férrea entre a Lisboa-Santa Apolónia e Pombal, com um percurso ao longo da região Oeste, incluindo São Martinho do Porto. Este plano não chegou a avançar devido à queda do governo, pelo que em 31 de Janeiro de 1882 foi feita uma proposta semelhante, mas terminando na Figueira da Foz e com um ramal para Alfarelos, passando por São Martinho do Porto. A povoação era um dos maiores destinos balneares na região, junto com a Nazaré, sendo considerada como uma das principais bases para o estabelecimento da linha férrea ao longo da costa.
Assim, em 1 de Agosto de 1887 foi aberto ao serviço o lanço da Linha do Oeste entre Torres Vedras e Leiria, do qual faz parte a estação de Sâo Martinho do Porto, tendo sido construído pela Companhia Real dos Caminhos de Ferro Portugueses.

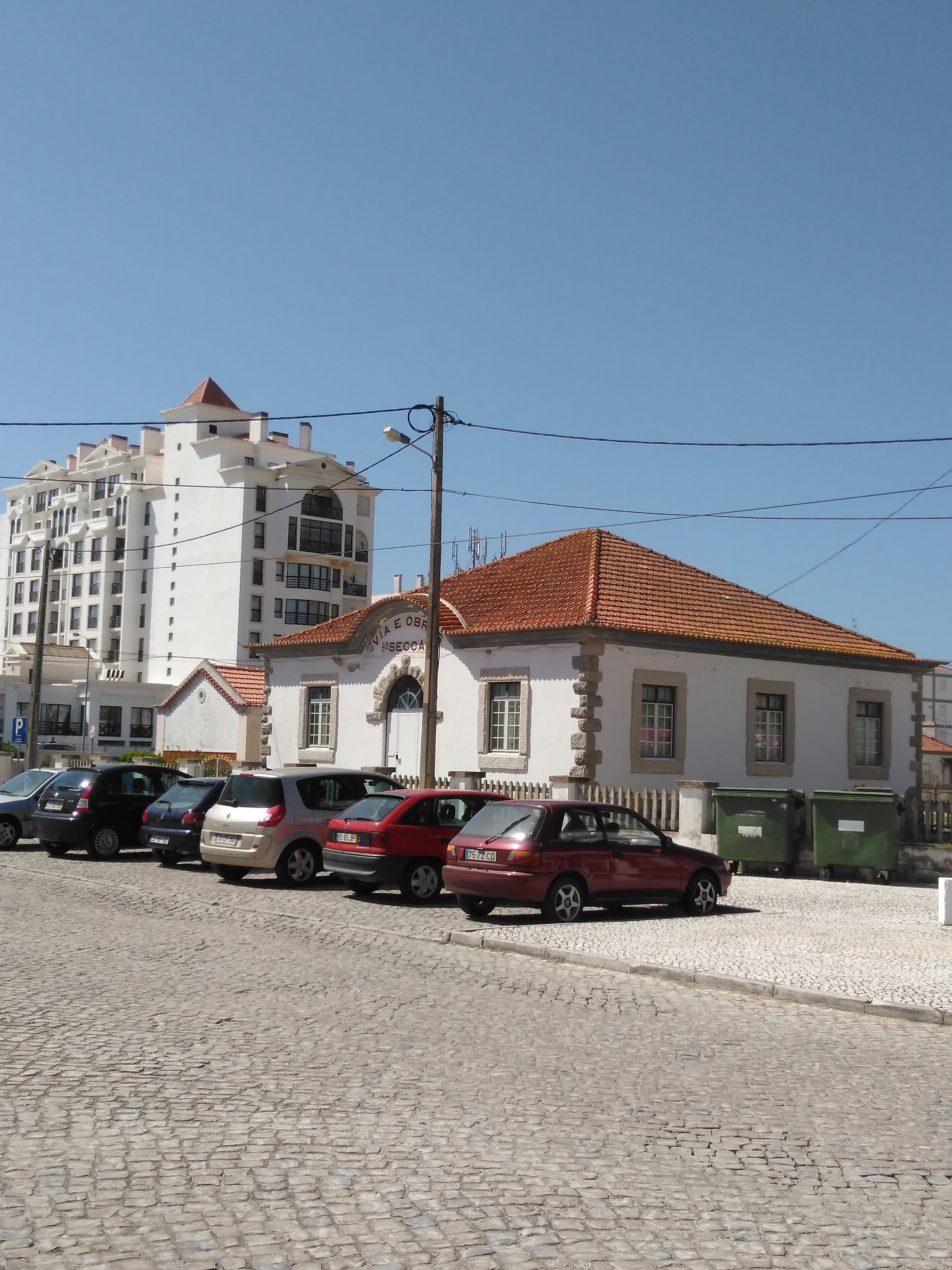
5.ª Secção de Via e Obras, na estação de São Martinho do Porto (foto de 2018).

### Século XX
Em 1934, esta estação estava incluída num programa da Companhia dos Caminhos de Ferro Portugueses, que estabelecia preços mais baixos para estações que serviam destinos balneares e termais. No ano seguinte, a Companhia construiu as instalações para a quinta Secção de Via e Obras, nesta estação.
Em 1961, esta interface dispunha de serviços de bagagens e passageiros, da Companhia dos Caminhos de Ferro Portugueses. Em termos de passageiros, era uma das estações com mais movimento na região em 1958, com picos de tráfego durante as épocas balnear, do Natal, e da Páscoa. Em termos de mercadorias, a estação atingia apenas uma mediana importância em termos regionais, exportando principalmente, no regime de vagão completo em pequena velocidade, trigo e gado bovino, enquanto no de grande velocidade as mercadorias eram frutas verdes, legumes e hortaliças verdes.

Nos finais do ano 2000, a Rede Ferroviária Nacional reduziu o número de funcionários em São Martinho do Porto e noutras estações da Linha do Oeste, levando a grandes restrições nos horários de funcionamento. Esta medida foi fortemente contestada pelos habitantes locais, que organizaram um baixo-assinado, tendo a Junta de Freguesia sido forçada a recrutar pessoal, de modo a manter as portas abertas durante o restante período de funcionamento da estação.

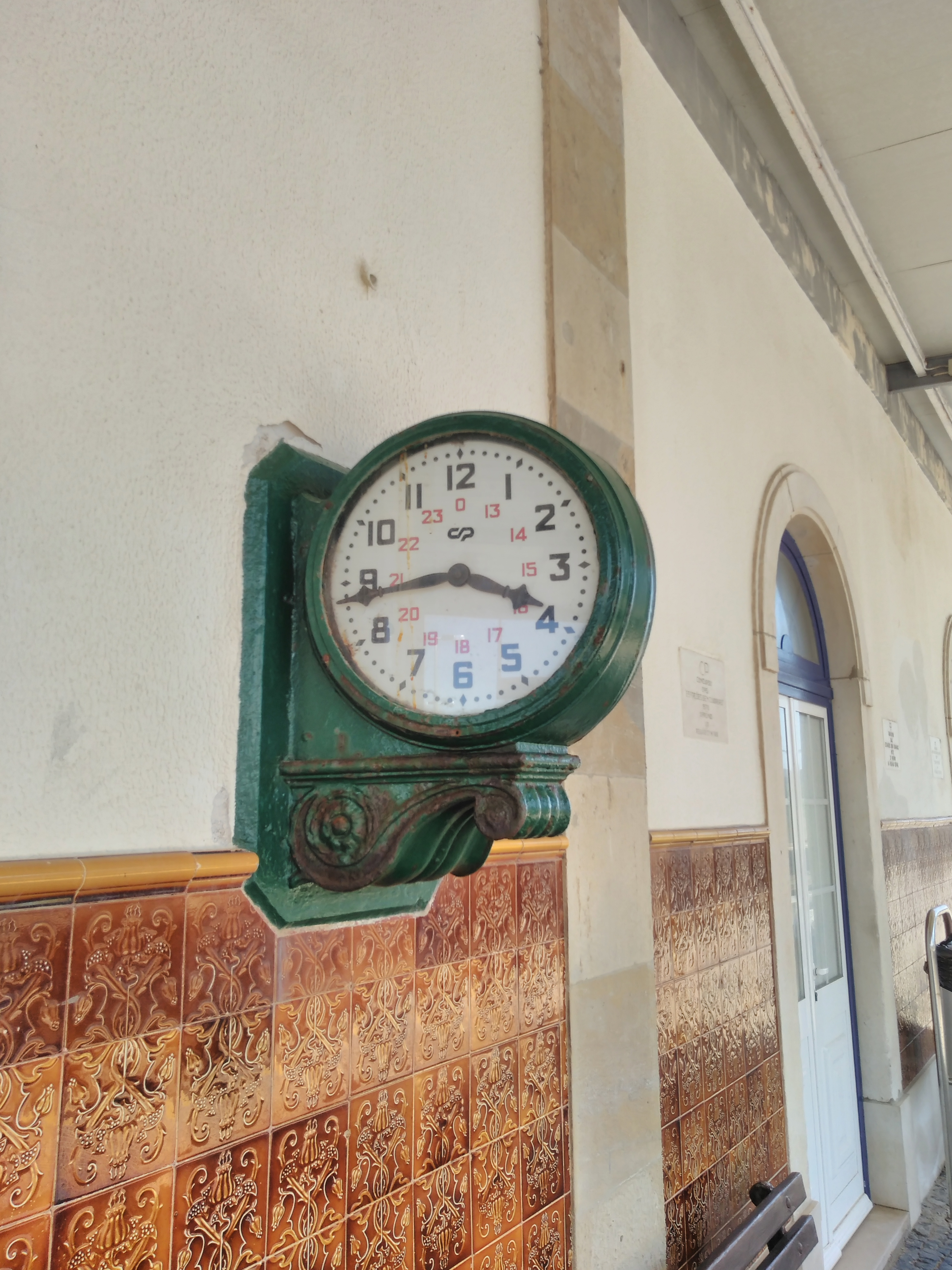
Relógio da estação de São Martinho do Porto, em 2018.

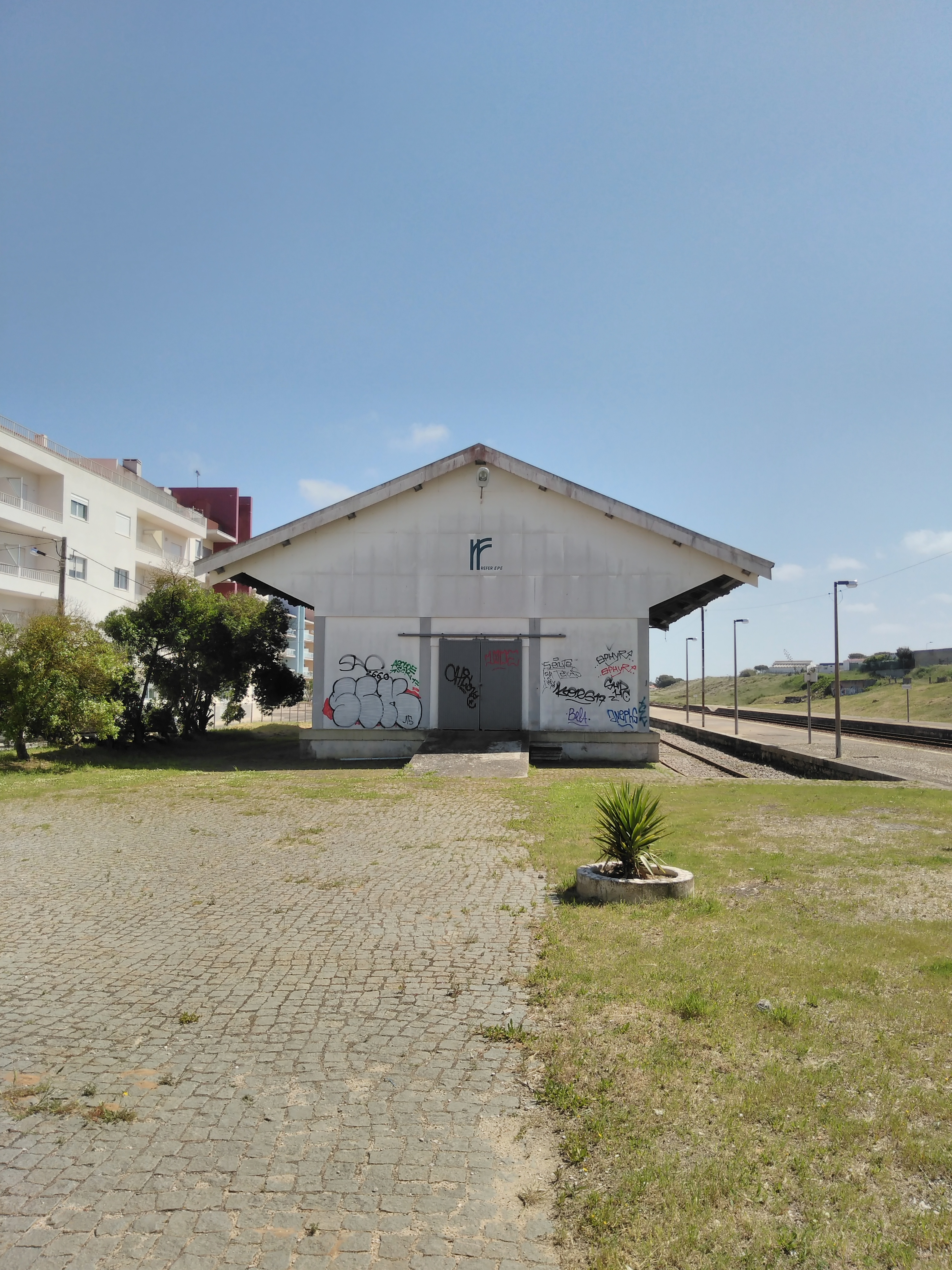
Armazém da estação de São Martinho do Porto, em 2018.

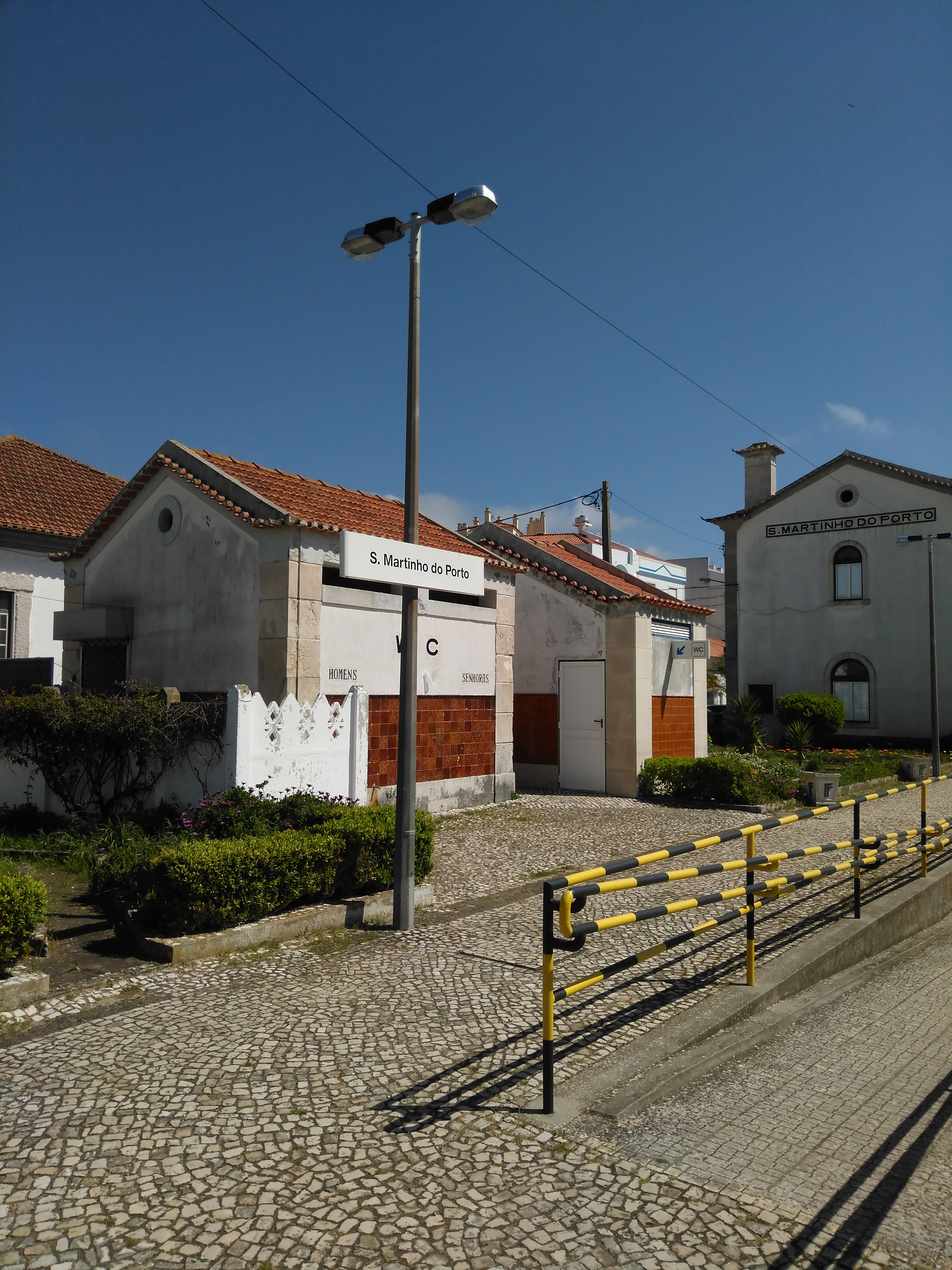
Retretes separadas na plataforma e respetiva iluminação e rampa, em 2018.